# Tractatus de legibus et consuetudinibus regni Angliae
Il Tractatus de legibus et consuetudinibus regni Angliae (noto anche come trattato di Glanvill in quanto attribuito a Ranulf de Glanvill) è il primo trattato sul diritto anglosassone. L'opera, risalente al 1188 circa, era rivoluzionaria nella sua sistematica codificazione che definì il processo legale e introdusse il breve (lo schema o codice di procedura processuale), innovazioni che sono sopravvissute fino ai giorni nostri. È considerato un "libro dell'autorità" nel common law (diritto comune) inglese.
Scritto per Enrico II d'Inghilterra come culmine della sua lunga lotta per restituire al regno un periodo di pace e prosperità dopo anni di anarchia, il Tractatus è stato descritto come uno dei mezzi per realizzare gli obiettivi di re Enrico. Esso fu poi soppiantato come fonte primaria del diritto inglese dalla De legibus et consuetudinibus Angliae ("Leggi e costumi inglesi") di Henry de Bracton, che a sua volta aveva ripreso molto dal Tractatus.
C'è stato un dibattito riguardo all'effettivo autore di tutto o parte del Tractatus, essendo Hubert Walter un forte candidato alternativo. In ogni caso, l'opera di Glanvill fu forse riveduta da altri, ma certamente è da attribuirgli. La questione è elusa in letteratura utilizzando la terminologia "comunemente attribuita a Glanvill".

## Origine

### Antefatto
Il Diritto consuetudinario dei Normanni (Diritto normanno) nel Regno d'Inghilterra era una combinazione della legge normanna in Normandia, come modificata specificatamente per i difetti rilevati in essa, con modificazioni per affrontare qualsiasi problema al fine unico del controllo normanno dell'Inghilterra, con adattamenti dalle consuetudini degli Inglesi quando erano in linea con gli scopi dei Normanni. Inoltre, un feudalesimo nascente ma in continua evoluzione era esistito in Inghilterra dalla fine del decimo secolo.
Il sistema giuridico normanno fu introdotto in Inghilterra dopo la conquista guidata da Guglielmo, e pienamente attuato al tempo di Enrico I d'Inghilterra. Durante il suo regno la legislazione inglese si evolvette lungo il proprio autonomo percorso, che è di provenienza immediata dal Tractatus, indipendentemente dai fondamenti originari di questa legge "anglo-normanna". Inoltre l'autore del Tractatus aveva familiarità con il civil law (diritto civile) e il diritto canonico, aveva lunga esperienza nella pratica dell'amministrazione della giustizia ed era intimamente consapevole delle debolezze del sistema ed il modo migliore col quale poteva essere corretto.
Sembra esservi consenso sul fatto che la legge inglese in definitiva non si basa su precedenti codificazioni. Thomas Edward Scrutton ha notato la mancanza di un'eredità dal diritto romano (vale a dire, il Corpus iuris civilis) nel Tractatus, affermando che alcuni termini sono stati presi in prestito esclusivamente per essere inseriti nel libro trattando dei contratti (Tractatus, libro X), ma che i termini sono stati applicati ai concetti inglesi. Sir Frederick Pollock e Frederic William Maitland, nel loro History of English Law Before the Time of Edward I (Storia della legge inglese prima del regno di Edoardo I), descrivono i contratti del Tractatus di Glanvill come "puramente germanici" e affermano che la "legge di sicuro non è da influenza romana".

### Contesto storico

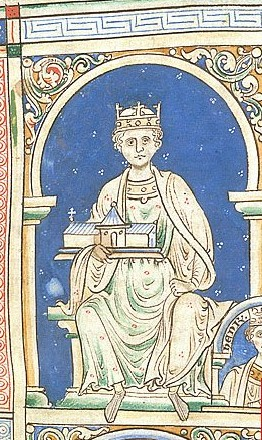
Enrico II d'Inghilterra. Regnò dal 1154 al 1189.

Dal 1135, l'evoluzione del diritto anglo-normanno stava mostrando la sua età, con alcune parti che consentivano di operare in modo accettabile, mentre molte parti, essendo ingombranti e controverse, erano inefficaci e vulnerabili all'opposizione dai signori locali. Il periodo del regno di Stefano d'Inghilterra (1135 – 1141, 1141 - 1154) fu disastro, noto nella storia inglese come "Anarchia". Riforme erano necessarie ed Enrico II (regnante dal 1154 al 1189) si dimostrò all'altezza della situazione.
Re Enrico ha portato ordine nel caos giuridico. Ha fatto della Corte reale la corte comune in tutta l'Inghilterra, definendo con cura la sua giurisdizione e quelle della Chiesa, i signori feudatari e lo sceriffo. Ha fatto di sé il custode della pace del re, con una protezione uniforme per tutti.
Il Tractatus fu il culmine degli sforzi di Re Enrico, i mezzi per realizzare i suoi obiettivi. Che questo sia imputabile all'evoluzione giuridica nel suo regno, piuttosto che all'improvviso cambiamento, è dimostrato dal suo inserimento mirato dei principii delle sue riforme precedenti come l'Assise di Clarendon. Mentre alcune porzioni del contenuto del Tractatus furono prima note come eccezionale innovazioni di Enrico I, Enrico II merita credito per la rivoluzione che ha fatto con innovazioni comuni anziché eccezionali.
Enrico II è noto anche per la scelta di uomini forti e molto capaci per attuare la sua politica e poi dando loro spazio per svolgere il loro lavoro senza interferenze. Tra questi c'era Glanvill, che fu Chief Justiciar of England (Gran giustiziere d'Inghilterra) dal 1180 al 1189, e che ha agito come reggente in assenza di Re Enrico, come succedeva spesso.

## Contenuti
In un'epoca prima della stampa meccanica e di una diffusa alfabetizzazione, era comune per tutte le opere, grandi e piccole, di prendere in prestito e copiare da opere precedenti senza attribuzione esplicita. La Prefazione del Tractatus è comunemente descritta come un'imitazione ammirata del Prœmium (prefazione) degli Institutes di Giustiniano, con nessun risvolto negativo del plagio. Dove inizia la prefazione agli Institutes con Imperatoriam Majestatem, la prefazione al Tractatus inizia con Regiam Potestatem.
La Prefazione delinea gli obiettivi, in effetti dicendo che il buon governo e buone leggi sono nell'interesse della giustizia, e questi sono gli obiettivi del Re. Il Tractatus consiste in quattordici libri ed è in gran parte limitato agli oggetti della giurisdizione nella Curia regis.

### Quattordici libri
| No. | Capitoli   | Sommario |
| --- | ---------- | --- |
| I   | I – XXXIII | Suppliche appartenenti alla Corte del Re o allo Sceriffo; Giustificazioni; le fasi preparatorie fino al momento in cui entrambe le parti con la toga compaiono in tribunale |
| II  | I – XXI    | Citazione, Comparizione, Patrocinio, Confronto o Grande Assise, il difensore, Giudizio ed Esecuzione                                                                        |
| III | I – VIII   | Testimoni di difesa; e dei due Lord, sotto uno dei quali è il Demandant (l'attore) e sotto l'altro è Tenant (inquilino o detentore del fondo)                               |

Questi primi due libri trattano del diritto (codice procedurale) delle citazioni, quando provenienti dalla Curia regis e di tutte le sue fasi. Abbinati con il terzo libro, i tre insieme, sono una descrizione della procedura in un atto di citazione per il recupero di terreni, comprese tutte le fasi relative al procedimento giudiziario.
| No.  | Capitoli  | Sommario |
| ---- | --------- | --- |
| IV   | I – XIV   | Advowson - Diritti Ecclesiastici |
| V    | I – VI    | Posizione sociale e Servitù della gleba                                                                                                  |
| VI   | I – XIII  | Morgengabio |
| VII  | I – XVIII | Alienazioni, Trasferimenti di proprietà, Successione, Tutela, Testamenti                                                                 |
| VIII | I – X     | Conciliazioni finale e Scritture in generale                                                                                             |
| IX   | I – XIV   | Vassallaggio, Esenzione, Fedeltà (del vassallo al feudatario), Servizi pubblici, Purprestures (danni alla collettività), Liti Confinarie |
| X    | I – XVIII | Debiti derivanti da diversi tipi di Contratti, Pegni e Garanzie (se beni mobili o immobili), Documenti contenenti i Debiti               |
| XII  | I – IV    | Legali |

Questi primi undici libri amministrano gli atti originati nella Curia regis.
| No.  | Capitoli  | Sommario |
| ---- | --------- | --- |
| XII  | I – XXV   | Eccezioni di diritto e Mandati di diritto, quando portati nella Corte dei Lord, e il modo in cui trasferirli al Tribunale di contea e Curia regis; che conduce alla citazione di alcuni altri mandati prodotti prima dallo Sceriffo. |
| XIII | I – XXXIX | Motivi da Assise e Ricognizioni, diversi tipi di Disseisins (Dissequestri, rientro in possesso...) |
| XIV  | I – VIII  | Motivi criminali di competenza della Corona (Curia regis) |

## Edizioni
| Anno | Descrizione |
| ---- | --- |
| 1265 | una versione riveduta scritta o trascritta da Robert Carpenter di Haresdale, secondo la Rivista Glanvill di Frederic William Maitland           |
| 1554 | Stampato da R. Tottle nel tardo XII secolo; questo è stato su suggerimento dell'autore e giudice Sir William Stanford, secondo Sir Edward Coke. |
| 1557 | |
| 1604 | Stampato da Thomas Wight; il testo è stato corretto da un confronto con "vari manoscritti".                                                     |
| 1673 | Esatta ristampa dell'edizione di Wight del 1604, ma omettendo la Prefazione.                                                                    |
| 1776 | Stampato in quarto nel primo volume di Houard Traités sur les Coutoumes Anglo-Normandes, Rouen. Un testo imperfetto secondo Gross.              |
| 1780 | Pubblicato da John Rayner, 8 vol. Coordinato coi manoscritti di Bodleian, Cottonian, Harleian, e Doctor Mille da J. E. Wilmot.                  |
| 1812 | Traduzione inglese dal latino, pubblicata in octavo da John Beames, con note.                                                                   |
| 1828 | Stampato come appendice della Englische Reichs und Rechtsgeschichte di George Phillip, ii, 335.                                                 |

## Influenza

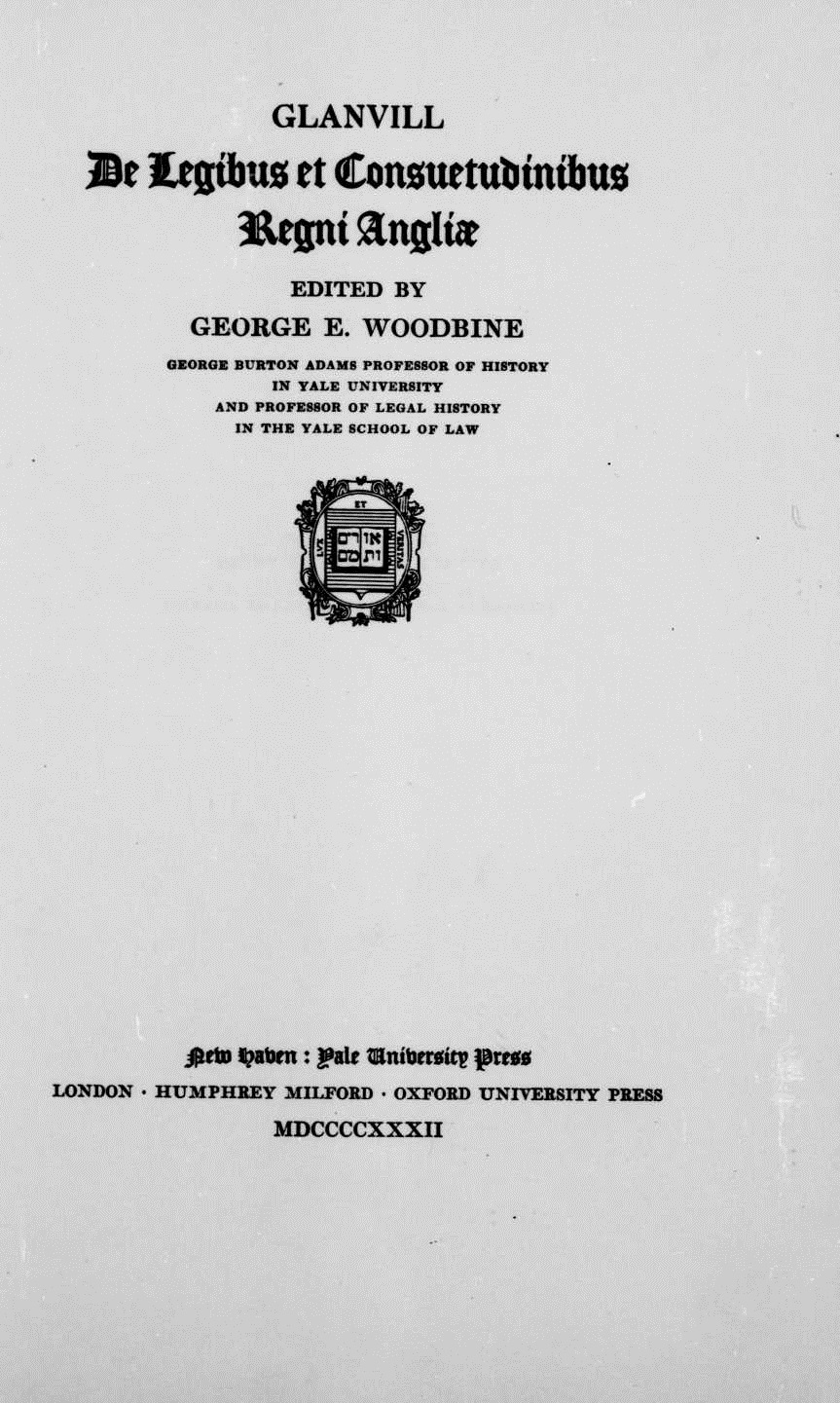
Edizione inglese del 1932 del Tractatus, a cura di George E. Woodbine

### Impatto immediato
L'uso dei mandati (delle ordinanze) limita la giurisdizione di tutti gli altri tribunali e trasferisce le competenze dei Lord e dei tribunali di contea alla Corte del re. Il meccanismo delle Corti itineranti (eyre) è stato utilizzato per una nuova istituzione, dove diverse contee sono stati riunite in un "Circuit court" (Distretto giudiziario) e un giudice è stato incaricato a spostarsi nel distretto, portando la Corte del re (Tribunale) in ogni parte del Regno. La generale riluttanza a concedere continuamente (essoins) (giustificazioni legali) ha notevolmente ridotto il tempo necessario per completare il procedimento giudiziario. La Corte del re, attraverso i suoi mandati, ha mantenuto la competenza del giudizio di appello nel procedimento contraddittorio sui beni immobili. Il che stabilisce la "verità" dei fatti attraverso il processo razionale di una Corte d'assise (più tardi sostituita dalla giuria) è stato dato come alternativa alle opzioni di prova dell'Ordalia, o l'utilizzo dei difensori come sostituti o l'uso del ruolo dei testimoni piuttosto che le prove per determinare l'esito dei contenziosi legali.
L'emergere in questo momento della dottrina di res judicata ha la finalità di rendere i verdetti esecutivi, integrando il Tractatus, anche se non tutto, il che serve a sottolineare che il Tractatus era di per sé una parte delle riforme di Re Enrico, ma non l'unica.
Il Tribunale diocesano mantenne la giurisdizione sulle questioni di matrimonio, legittimazione, testamenti, questioni ecclesiastiche e ricorso per inadempimento dei contratti ordinari, ma i mandati della Corte del Re hanno impedito loro di intromettersi altrove.
L'effetto è stato unificante e il processo con giuria della Corte del Re fu così popolare che privò le altre corti del contenzioso. Più importante per il futuro dell'Inghilterra, è stato così soddisfacente che ha contribuito alla cultura inglese nel coltivare un rispetto universale per il diritto e la volontà di rispettare le sue decisioni.

### Nella storia del diritto
I mandati e processi della Corte del Re, insieme con l'organizzazione giudiziaria, sono il germe della Common law inglese. Analogamente, il controllo giudiziario delle controversie sulle proprietà attraverso l'uso di mandati sono il germe per il diritto fondiario inglese. L'opzione del processo razionale di valutazione della prova in un giudizio con giuria sopravvive a tutte le sue alternative per diventare l'unico modo per determinare la "verità" dei fatti.
Glanvill è un nome citato copiosamente nei libri di diritto inglese, sia storici o libri giuridici specifici, e in quest'ultimo caso dove vi siano un certo numero di riferimenti pertinenti al soggetto nelle note, egli è citato come la fonte autorevole più antica. Variazioni di ortografia del nome includono Glanvil, Glanvill (il più comune) e Glanville.

### Regiam Majestatem
Il Regiam Majestatem scozzese fu scritto forse durante il Regno di Robert I Bruce (1306-1329) ma non prima del 1318, in quanto esso include uno statuto scozzese scritto in quell'anno. Circa due terzi di esso venne adattato senza cambiamenti da capitoli del Tractatus, e alcune parti rimanenti sono diverse dal Tractatus ma molto simili ad esso. Il resto del Regiam Majestatem non è correlato al Tractatus, riguarda soprattutto la materia dei crimini.

### Approfondimenti
- Charles Johnson, Dialogus de Scaccario, 2nd, Oxford University Press, 1983, ISBN 0-19-822268-8.
- R.K. Potter, Review: Dialogus de Scaccario by Charles Johnson, in The Classical Review, vol. 2, n. 3/4, Cambridge University Press, 1952, ISSN 0009-840X (WC · ACNP).
- H.G. Richardson, Richard fitz Neal and the Dialogus de Scaccario, in The English Historical Review, vol. 43, n. 170, Oxford University Press, aprile 1928, ISSN 0013-8266 (WC · ACNP).
- Steel, Anthony The Receipt of the Exchequer, 1377-1485. Cambridge: Cambridge University Press, 1954.
- Warren, W. L., The Governance of Norman and Angevin England 1086-1272. Edward Arnold, 1987. ISBN 0-7131-6378-X
- Madox, Thomas (1711/1769), History of the Exchequer
- Murray, Athol L, Burnett, Charles J., The seals of the Exchequer of Scotland. Proc. Soc. Antiq. Scot. 123 (1993) 439-52 (PDF), su ads.ahds.ac.uk. URL consultato l'8 ottobre 2011 (archiviato dall'url originale il 23 settembre 2009).
- National Archives of Scotland guide to Exchequer Records., su nas.gov.uk.
- Dialogue concerning the Exchequer, su yale.edu. URL consultato l'8 ottobre 2011 (archiviato dall'url originale l'8 febbraio 2007).
- Fuller, E.A. (1895) "The Tallage of 6 Edward II., and the Bristol Rebellion" Transactions of the Bristol and Gloustershire Archaeological Society 19: pp.171-278. (PDF), su glos.ac.uk. URL consultato l'8 ottobre 2011 (archiviato dall'url originale il 27 settembre 2007).